# Grammonota inusiata
Grammonota inusiata är en spindelart som beskrevs av Bishop och Crosby 1932. Grammonota inusiata ingår i släktet Grammonota och familjen täckvävarspindlar. Inga underarter finns listade i Catalogue of Life.